# Diospyros katendei
Espèce
Statut de conservation UICN

 CR B1ab(iii)+2ab(iii) : 
En danger critique
Diospyros katendei est une espèce de plantes à fleurs du genre Diospyros et de la famille des Ebenaceae. C'est un arbre endémique d'Ouganda est en danger critique d'extinction selon l'Union internationale pour la conservation de la nature qui la classe sur la liste des 100 espèces les plus menacées au monde, établie en 2012, avec seulement une population de vingt individus présents exclusivement dans la réserve forestière de Kasyoha-Kitom.